# Вериковская, Ирина Михайловна
Ирина Михайловна Вериковская (25 апреля 1921, Киев — 4 июня 2011, там же) — украинский искусствовед. Кандидат искусствоведения (1970).

## Биография
Окончила (1947) филологический факультет Киевского университета. В 1950—1954 гг. работала в Государственном музее Тараса Шевченко, с 1959 по 1980 год — в Институте искусствоведения, фольклора и этнографии АН УССР. С 1998 года — старший научный сотрудник отдела шевченковедения Института литературы имени Т. Г. Шевченко НАН Украины.
Умерла в Киеве 4 июня 2011 года в возрасте 90 лет.

## Творчество
Участвовала в подготовке сборника «Художественное наследие Т.Г. Г. Шевченко» (т. 1-4, 1964); История украинского искусства.
Автор работ «Художник и сцена» (1971), «Становление украинской советской сценографии» (1981), альбома «Федор Нирод» (1988) и т. д.

## Семья
Дочь Михаила Вериковского. Не раз находилась на родине отца в Кременце. Сестра Елены Вериковской. Жена Костя Герасименко. Мать Марины Герасименко.